# 周德清
周德清（1277年—1365年），號挺齋，出生于江西高安，89歲因病逝世。是元朝时的一位散曲作家，他的著作《中原音韵》是中国最早的一部曲韵著作。其書編撰方式打破了自《切韻》系韻書誕生以來所形成的傳統韻書編撰方式，
即不再是以聲統韻，而代之以韻下分聲。
周德清一生投入書籍寫作，34歲開始創作和漫遊，平生事蹟文獻所載不多，但如王伯良曾讚譽：“周德清下筆便如葛藤；所作等曲，又特警策可喜，即文人無以勝之”，又有為《中原》作序的虞集、歐陽玄等官宦人士對他本人有“工樂府，善音律”、“詞律兼優”的高度評價，可見其功力。
周德清現存作品的不多：《中原音韻正語作詞起例》第二十二條插錄有他的《看岳王傳》、《韓世忠》、《誤國賊秦檜》、《張俊》四首曲，《朝野新聲太平樂府》收錄有小令 二十五首、套數三套，隋樹森《全元散曲》收錄有小令三十首、套數三套、殘曲六段。
1. ↑  劉能先、劉裕黑《有關周德清幾個史實的研究》，收入《<中原音韻>新論》，北京大學出版社 1991 年版，第 108-110 頁。
2. ↑  [明]王驥德，陳多、葉長海註釋《王驥德曲律》，湖南人民出版社 1983 年版，第 180 頁。
3. ↑  隋樹森《全元散曲》，中華書局 2000 年版